# Serra del Mas de Gomis
La Serra del Mas de Gomis és una muntanya de 817 metres que es troba al municipi d'Alcover, a la comarca de l'Alt Camp.
Al cim podem trobar-hi un vèrtex geodèsic (referència 264131001).